# David Antona
David Antona Domínguez (Bercimuelle, 22 de noviembre de 1904 - 15 de marzo de 1945) fue un albañil y militante anarcosindicalista, español, destacado dirigente durante la guerra civil española.
De joven David Antona emigró a Madrid, donde trabajó como albañil y se afilió a los sindicatos de la construcción de la Confederación Nacional de Trabajadores (CNT) y a la Federación Anarquista Ibérica (FAI). Durante la dictadura de Primo de Rivera se exilió a Francia. En Burdeos trabajó como obrero en la planta ubicada en Chemin de la Palu y fue uno de los instigadores de las huelgas en la zona en los años 1930. Fue uno de los líderes del grupo español de Burdeos «Cultura Popular», que realizaron representaciones teatrales en favor de los presos políticos en España. David Antona y su compañera, María Isabel González, viajaron a Madrid en agosto de 1931 después de la proclamación de la Segunda República.
En mayo de 1936, junto con Cipriano Mera Sanz y Antonio Moreno Toledo, David Antona fue uno de los líderes del comité de huelga durante el largo conflicto que paralizó todas las obras de construcción en Madrid. Esta acción le valió ser encarcelado, junto a muchos otros sindicalistas. Con el golpe de Estado que dio lugar a la Guerra Civil en julio de 1936, fue nombrado secretario interino del Comité Nacional de la CNT, cargo que mantuvo hasta septiembre, cuando fue reemplazado por Horacio Martínez Prieto. El 19 de julio, tras lanzar un ultimátum al gobierno de José Giral para abrir las puertas de las prisiones donde se encontraban muchos activistas sindicales encarcelados, consiguió la libertad de muchos de ellos como Cipriano Mera o Antonio Verardini Ferretti. Después de una llamada a la resistencia en las ondas de la "Unión Radio", participó el 20 de julio en el asalto al Cuartel de la Montaña donde se encontraba atrincherado en general Fanjul. Se apoderaron de una gran cantidad de armas y organizaron las milicias de la CNT.
Antona fue partidario dentro de la CNT de la integración en el gobierno republicano. Participó en el grupo anarcosindicalista que solicitó a Buenaventura Durruti que se dirigiera a participar en la defensa de Madrid. Nombrado secretario general de CNT en la capital de España, se desplazó a Francia en la misión de convencer a Gastón Leval para que suministrase armas a los republicanos. El 18 de junio de 1937, asistió a la reunión de París organizada por el movimiento anarquista francés en apoyo de la revolución española. En diciembre de 1937, junto José Xena Torrent, Federica Montseny, Horacio Prieto Martínez, Benito Pabón y Suárez de Urbina y Juan García Oliver, participó como delegado en el congreso extraordinario de la Asociación Internacional de Trabajadores (AIT) en París. Desde 1938, fue gobernador civil de la provincia de Ciudad Real.
Arrestado al final de la guerra, David Antona fue internado en el campo de concentración de Los Almendros y en el campo de concentración de Albatera, siendo trasladado después a la prisión de Porlier. Allí fue juzgado en un consejo de Guerra sumarísimo y condenado a muerte, siendo conmutada la sentencia más tarde por treinta años de prisión. Después de haber contraído la tuberculosis en la prisión de Porlier, gravemente enfermo fue liberado en 1943, falleciendo en 1945.